# 卡拉巴尼
52°9′51″N 32°58′43″E / 52.16417°N 32.97861°E
卡拉巴尼（烏克蘭語：Карабани），是烏克蘭的村落，位於該國北部切爾尼戈夫州，由諾夫哥羅德-謝韋爾斯基區負責管轄，面積0.38平方公里，海拔高度178米，2001年人口157，人口密度每平方公里413.2人。